# グアニリン
グアニリン(Guanylin)は、15アミノ酸からなるポリペプチドで、大腸の杯細胞から分泌される。グアニル酸シクラーゼ受容体GC-Cのアゴニストとして働き、消化管と腎臓の上皮細胞での電解質と水の輸送を制御する。受容体と結合すると、グアニリンはcGMPの細胞内濃度を高め、塩化物イオンの分泌を誘導し、腸での液体の吸収を減らし、最終的には下痢を引き起こす。また、耐熱性エンテロトキシンと同じ受容体結合部位を通して、酵素を活性化する。

## このドメインを含むヒトタンパク質
- GUCA2A
- GUCA2B

## 構造
以下のような2つのトポロジーが存在する。
|  |  |